# Línea 74 (Buenos Aires)
La línea 74 es una línea de colectivos del Área Metropolitana de Buenos Aires. Une el barrio porteño de Puerto Madero con la Estación Burzaco, y en algunos servicios con la localidad de Longchamps, en el sur del conurbano bonaerense.
La línea es operada por el Grupo DOTA a través de Empresa San Vicente S.A.T.

## Ramales
- Recorrido Actual: Correo Central - Longchamps  desde Terminal Puerto Madero en Cecilia Grierson y Av. Eduardo Madero por Av. Eduardo Madero - Av.- Tte. Gral. Juan Domingo Perón - Av. Leandro N. Alem - Av. Paseo Colón - Av. Martín García- Av. Regimiento de Patricios - Av. Gral. Iriarte - Herrera - Autopista pres. Arturo Frondizi - cruce Puente Pueyrredón  - Av. Manuel Belgrano - Gral. Güemes - José Martín de la Serna - Salta - Cnel. Bueras - Gral. Madariaga - Hipólito Bouchard - Pergamino - (Ruta Provincial 210)(29 de septiembre, Alsina, Av. Alte. Brown - Av. Tomás Espora - Rotonda Vapor - Av.Tomás Espora - Berlín - Av. Longchamps (estación de tren Longchamps) - Alsina hasta finalizar en Alsina y Beltrame.

Solo algunos servicios hacen el recorrido completo hasta Longchamps, mientras que el resto finaliza en la Estación Burzaco.

### Fraccionamientos

#### Procedentes de Correo Central

##### Estación Lomas de Zamora
Este fraccionamiento se lo identifica debido a que en su ramalera dice el destino en letras negras y fondo blanco.

##### Estación Burzaco
Este fraccionamiento termina en la estación Burzaco y se lo distingue de los que terminan en Longchamps o en la Rotonda Vapor debido a que en su ramalera dice el destino con letras celestes y fondo blanco, aunque también se lo ve con fondo rojo y letras blancas.

##### Rotonda Vapor
Este fraccionamiento termina en el predio con ese nombre de la línea de la empresa y se lo distingue del fraccionamiento de Burzaco debido a que tiene escrito el destino en letras verdes y fondo blanco.

#### Procedentes de Longchamps o Burzaco

##### UBA Avellaneda
Se lo puede identificar porque tiene escrito el destino en letras amarillas en un fondo blanco.

##### Puente Pueyrredón
La mayoría de las veces que se utiliza este fraccionamiento es cuando dicho puente está cortado. Se lo puede identificar porque está escrito el destino en negro con un fondo blanco, también se utiliza un cartel pegado sobre el parabrisas.

## Flota de la línea
| Coche: | Carrocería y modelo: | Chasis              | Chapa patente y año: | De donde viene:                                             |
| ------ | -------------------- | ------------------- | -------------------- | ----------------------------------------------------------- |
| 5100   | TodoBus Pompeya III  | Agrale MT17.0LE     | AB488PS 2017         | Ex 1161 de la 8                                             |
| 5101   | Metalpar Iguazú II   | Agrale MT15.0LE     | NMA852 2014          | Ex 907 de la 135                                            |
| 5102   | Metalpar Iguazú II   | Agrale MT15.0LE     | NXI044 2014          | Ex 2502 de la 146                                           |
| 5103   | TodoBus Pompeya II   | Agrale MT15.0LE     | LCP324 2012          | Ex 5054 de la 51, ex ex 202 de la 44                        |
| 5104   | TodoBus Pompeya II   | Agrale MT15.0LE     | LKM811 2012          | Ex 5159 de la 51, ex ex 57 de la 28 ex ex ex 432 de la 101. |
| 5105   | TodoBus Pompeya III  | Agrale MT17.0LE     | AE763OE 2021         | Ex 5005 de la 51                                            |
| 5106   | TodoBus Pompeya II   | Agrale MT15.0LE     | MCF957 2013          | Ex 63 de la 28, ex ex 457 de la 101.                        |
| 5107   | TodoBus Pompeya II   | Agrale MT17.0LE     | MAH554 2013          | Ex 2190 de la 21                                            |
| 5108   | TodoBus Pompeya III  | Agrale MT17.0LE     | AE763OM 2021         | Ex 5014 de la 51                                            |
| 5109   | TodoBus Pompeya II   | Agrale MT17.0LE     | LOH980 2012          | Ex 2287 de la 21                                            |
| 5110   | TodoBus Pompeya II   | Agrale MT15.0LE     | MPR120 2013          | Ex 5217 y 9 de la 79 ex ex 22 de la 126                     |
| 5111   | TodoBus Pompeya II   | Agrale MT17.0LE     | OOT785 2015          | Ex 2230 de la 21                                            |
| 5112   | TodoBus Pompeya II   | Agrale MT17.0LE     | LNR795 2012          | Ex 5116 de la misma ex ex 2296 de la 21                     |
| 5113   | TodoBus Pompeya II   | Agrale MT17.0LE     | OOT787 2015          | Ex 2236 de la 21                                            |
| 5114   | Metalpar Iguazú II   | Agrale MT15.0LE     | NXI057 2014          | Ex 2522 de la 146                                           |
| 5115   | Metalpar Iguazú III  | Agrale MT17.0LE     | AD058UW 2018         | Ex 5014 de la 51                                            |
| 5116   | TodoBus Pompeya II   | Agrale MT17.0LE     | LNR795 2012          | Ex 2296 de la 21                                            |
| 5117   | Metalpar Iguazú II   | Agrale MT15.0LE     | AA475VB 2016         | Ex 5029 de la 51                                            |
| 5118   | Metalpar Iguazú II   | Agrale MT15.0LE     | AA424IC 2016         | Ex 5028 de la 51                                            |
| 5119   | Metalpar Iguazú II   | Agrale MT15.0LE     | AA424IJ 2016         | Ex 5040 de la 51                                            |
| 5120   | Metalpar Iguazú II   | Agrale MT15.0LE     | AA429MY 2016         | Ex 5031 de la 51                                            |
| 5121   | TodoBus Pompeya II   | Agrale MT17.0LE     | OOT786 2015          | Ex 2242 de la 21                                            |
| 5130   | TodoBus Retiro       | Agrale MT17.0LEPLUS | AG682PM 2024         | -                                                           |
| 5164   | TodoBus Pompeya II   | Agrale MT17.0LE     | LCP296 2012          | Ex 145 de la 28 ex ex 105 de la 28                          |
| 5165   | TodoBus Pompeya II   | Agrale MT17.0LE     | LCP304 2012          | Ex 169 de la 28                                             |
| 5175   | Metalpar Iguazú II   | Agrale MT12.0LE     | JVW874 2011          | Ex 5175 de la 79 ex ex 2529 de la 146                       |
| 5177   | TodoBus Pompeya II   | Agrale MT12.0LE     | KCA345 2012          | Ex 2555 de la 146                                           |
| 5184   | TodoBus Pompeya II   | Agrale MT27.0LE     | OXJ567 2015          | Ex 2108 de la 21                                            |
| 5213   | TodoBus Pompeya II   | Agrale MT15.0LE     | LKM820 2012          | Ex 425 de la 101                                            |
| 5216   | Metalpar Iguazú II   | Agrale MT15.0LE     | MCF989 2013          | Ex 903 de la 135                                            |
| 5223   | TodoBus Pompeya II   | Agrale MT15.0LE     | LII047 2012          | Ex 2117 de la 21                                            |
| 5229   | TodoBus Pompeya II   | Agrale MT15.0LE     | LIV972 2012          | Ex 2219 y 2171 de la 21                                     |
| 5231   | Metalpar Iguazú II   | Agrale MT15.0LE     | LUI072 2012          | Ex 1006 de la 56 ex ex 1333 de la 76                        |
| 5264   | TodoBus Pompeya II   | Agrale MT17.0LE     | LCJ695 2012          | Ex 1150 de la 8 ex ex 2154 de la 21                         |
| 5267   | TodoBus Pompeya II   | Agrale MT17.0LE     | MCF916 2013          | Ex 4816 de la 100 ex ex 832 de la 117                       |